# بهاءالدین ابشیهی
بهاءالدین إبشیهی (۱۳۸۹-۱۴۴۸) (نسب: ابوالفتح محمد بن احمد اِبشیهی) ادیب و شاعر عربی، فقیه و عالم قرآنی مصری بود. بذله گویی و ناتوانی زبان بر آثارش چیره شد.

## زندگی
نسب کامل او «بهاء الدین ابوالفتح محمد بن احمدِ خطیب بن منصور بن احمد ابن عیسی مَحلّی اِبشیهی» ذکر شده‌است. در سال ۱۳۸۹/ ۷۹۰ در روستایی به‌نام اِبشویه در استان غربیه نزدیک فیوم به‌دنیا آمد. بیشتر زندگی‌اش در محله الکبری گذشت؛ در آنجا قرآن آموخت و کمی فقه و نحو درس خواند. بارها به قاهره رفت و نیز حج گذارد (۸۱۴ق/۱۴۱۲م). سپس مدتی در قاهره ماند و نزد جلال‌الدین بلقینی سماع حدیث داشت؛ گویا از برهان بقاعی نیز درس آموخته. هنگامی که پدرش درگذشت، او خطیبی را برگرفت. در این اثنا، به ادبیات نیز توجه داشت. بهاءالدین ابشیهی در سال ۱۴۴۸/ ۸۵۲ درگذشت.